# Даниел Граматиков
Даниел Веселинов Граматиков е български футболист, защитник.

## Биография
Даниел Граматиков е роден на 9 март 1989 година в град Варна. Започва да тренира футбол когато е на 8-годишна възраст, треньор тогава му е Тодор Великов. Преди това тренира плуване. Двукратен шампион на Североизточна Трета лига с Добруджа (Добрич) - 2007/2008 и 2017/2018.